# Lake Bluff
Lake Bluff is een plaats (village) in de Amerikaanse staat Illinois, en valt bestuurlijk gezien onder Lake County.

## Demografie
Bij de volkstelling in 2000 werd het aantal inwoners vastgesteld op 6056. In 2006 is het aantal inwoners door het United States Census Bureau geschat op 6282, een stijging van 226 (3,7%).

## Geboren
- Robert Rockwell (1920-2003), acteur

## Geografie
Volgens het United States Census Bureau beslaat de plaats een oppervlakte van 10,5 km², geheel bestaande uit land.

## Plaatsen in de nabije omgeving
De onderstaande figuur toont nabijgelegen plaatsen in een straal van 8 km rond Lake Bluff.